# Liste der Kardinaldiakone von Sant’Eustachio
Folgende Kardinäle waren Kardinaldiakone von Sant’Eustachio (lat. Diaconia Sancti Eustachii):
- Stephanus 1173 April 26., Fulginei  Quellen: WUB 2, 172 u. Neugart: Cod. Dipl. Alemann. 2, 103
- Ugolino dei Conti di Segni (1198–1206)
- Aldobrandino Gaetani (o Ildebrando) (1216–1219)
- Rinaldo dei Signori di Ienne (1227–1234)
- Robert Somercote (1231–1239)
- Ramón Nonnato (1240)
- Guglielmo Fieschi (1244–1256)
- Uberto Coconati (1261–1276)
- Giordano Orsini (1278–1287)
- Pietro Colonna (1288–1297)
- Riccardo Petroni (1298–1314)
- Arnaud de Via (1317–1335)
- Giovanni Visconti (1329), Pseudokardinal von Gegenpapst Nikolaus V.
- Bernard de La Tour (1342–1361)
- Pierre Flandrin (1371–1381)
- Francesco Renzio (1381–1390)
- Baldassare Cossa (1402–1410)
- Alfonso Carrillo de Albornoz (1408–1418), Pseudokardinal von Gegenpapst Benedikt XIII.
- Giacomo Isolani (1413–1417), Pseudokardinal von Gegenpapst Johannes XXIII.
- vakant (1423–1439)
- Alberto Alberti (1439–1445)
- Alfonso Carrillo de Acuña (1440), Pseudokardinal von Gegenpapst Felix V.
- Jaime de Portugal (1456–1459)
- Francesco Nanni-Todeschini-Piccolomini (1460–1503)
- Alessandro Farnese (1503–1519); in commendam (1519–1534)
- Paolo Emilio Cesi (1534–1537)
- Agostino Trivulzio (1537)
- Cristoforo Giacobazzi (1537–1540)
- Guidascanio Sforza (1540–1552)
- Niccolò Caetani di Sermoneta (1552–1585)
- Ferdinando I. de’ Medici (1585–1587)
- Filippo Guastavillani (1587)
- Alessandro Damasceni Peretti (1587–1589)
- Girolamo Mattei (1589–1592)
- Guido Pepoli (1592–1595)
- Odoardo Farnese (1595–1617)
- Andrea Baroni Peretti Montalto (1617–1621)
- Alessandro d’Este (1621)
- Maurizio di Savoia (1621–1626)
- Francesco Boncompagni (1626–1634)
- Ippolito Aldobrandini der Jüngere (1634–1637)
- Alessandro Cesarini (1638–1644)
- Marzio Ginetti (1644)
- Carlo di Ferdinando de’ Medici (1644)
- Girolamo Colonna (1644–1652)
- Giangiacomo Teodoro Trivulzio (1652–1653)
- Virginio Orsini (1653–1656)
- Vincenzo Costaguti (1656–1660)
- Lorenzo Raggi (1660–1664)
- Carlo Pio di Savoia iuniore (1664–1667)
- Friedrich von Hessen-Darmstadt (1667–1668)
- Decio Azzolini der Jüngere (1668–1681)
- Felice Rospigliosi (1682–1685)
- Domenico Maria Corsi (1686–1696)
- Vincenzo Grimani (1698–1710)
- Annibale Albani (1712–1716)
- Curzio Origo (1716–1726); Kardinalpriester pro hac vice (1726–1737)
- Neri Maria Corsini (1737–1770)
- Giovanni Costanzo Caracciolo (1770–1780)
- Pasquale Acquaviva d’Aragona (1780–1788)
- Vincenzo Maria Altieri (1788–1794)
- Filippo Carandini (1794–1810)
- vakant (1810–1816)
- Alessandro Lante Montefeltro della Rovere (1816–1818)
- Giuseppe Albani (1818–1828)
- vakant (1828–1832)
- Ludovico Gazzoli (1832–1857)
- Teodolfo Mertel (1858–1881)
- Angelo Jacobini (1882–1886)
- Luigi Trombetta (1899–1900)
- vakant (1900–1914)
- Michele Lega (1914–1924); Kardinalpriester pro hac vice (1924–1926)
- Carlo Perosi (1926–1930)
- vakant (1930–1946)
- Giuseppe Bruno (1946–1954)
- vakant (1954–1958)
- Fernando Cento, Kardinalpriester pro hac vice (1958–1965)
- Francis John Brennan (1967–1968)
- Giacomo Violardo (1969–1978)
- vakant (1978–1991)
- Guido Del Mestri (1991–1993)
- vakant (1993–2001)
- Sergio Sebastiani (2001–2024)
- Rolandas Makrickas (seit 2024)